# Hrbovice
Hrbovice (dříve Herbovice t. Hrbovice, německy Herbitz) jsou zaniklá vesnice a část města Chlumec. Jsou vymezeny katastrálním územím Hrbovice a leží asi dva kilometry jihovýchodně od Chabařovic v okrese Ústí nad Labem v Ústeckém kraji.
Části Hrbovice, Český Újezd a Střížovice tvoří exklávu města Chlumec; od hlavní části města ji odděluje území města Chabařovice a bývalý Úžín, který patří k ústecké části Všebořice.

## Název
Název vesnice je odvozen z příjmení Hrb ve významu ves lidí Hrbových. V historických pramenech se objevuje ve tvarech: Hribovici (1169), Horbewicz (1393), z Hrbowic (1419), in Hrbowiczich (1487), na Hrbovicích (1615), Hyrbitz (1627), Hirbicze a Hyrbicz (1654), ve vsi Hyrbiczych (1661), Hierbitz (1720) a Herbitz (1787).

## Historie
První písemná zmínka o Hrbovicích pochází z roku 1169, kdy vesnice patřila řádu johanitů. Roku 1393 patřily Jindřichovi z Miliny a v roce 1419 jakémusi Heroltovi. V šestnáctém století se majiteli stali Kelblové z Geisingu, za kterých je v letech 1504–1512 poprvé doložena zdejší tvrz, na které žil Ota Kelbl z Geisingu. Po něm následovali Petr z Geisingu a po bratři Adam a Vladislav z Geisingu. Adamovi synové dosáhli propuštění Hrbovic z manství. Na počátku třicetileté války k hrbovickému statku patřily části vesnic Střížovice, Podhoří, Dělouš a Kamenice. Bernart z Geisingu se zúčastni stavovského povstání, za což byl roku 1623 potrestán převedením statku zpět na manství. Kvůli své víře se odstěhoval do Míšeňska, a Hrbovice prodal roku 1628 Petru Jindřichovi ze Strahlendorfu, který je připojil ke Chlumci. Tvrz, obklopená vodním příkopem, stála ještě v roce 1661, ale byla označena jako pustá. Posledním příslušníkem šlechtické vrchnosti před zrušením patrimoniální správy byl hrabě Josef Klemens Westphalen-Fürstenberg, jehož rodině patřil hrbovický dvůr až do roku 1945, kdy jí byl na základě Benešových dekretů zkonfiskován.
Hrbovice si po většinu historie uchovávaly díky kvalitní orné půdě zemědělský charakter. Po třicetileté válce ve vsi stálo deset usedlostí, z nichž byly dvě pusté. Teprve s rozvojem těžby hnědého uhlí začaly přibývat pracovní příležitosti mimo zemědělství. V sedmdesátých letech devatenáctého století ve vsi působil jen pekař, hostinec a obchod se smíšeným zbožím. Koncem devatenáctého století vzrostl počet obyvatel, kteří docházeli za prací do okolních měst a vesnic, a s tím se začaly objevovat příležitosti pro další živnostníky. Prvními průmyslovými podniky se staly cihelna a mlýn.

### Dvacáté století
Významný podíl obyvatel československé národnosti vedl k otevření jednotřídní české obecné školy s pěti ročníky dne 3. listopadu 1927. Nacházela se v bývalé kancelářské budově důlní společnosti Felix. Krátce před německou okupací začala stavba školní budovy, ale nebyla dokončena. Ještě v září roku 1938 byli do školy zapsáni noví žáci, ale vyučování nezačalo. Budova byla dokončena podle nových plánů v roce 1940 a od ledna 1941 v ní fungovala dvoutřídní německá obecná škola. V roce 1945 vyučování téměř neprobíhalo, protože ve škole byli ubytováni rodiny ustupujících Němců a posléze i vojáci.
Počet obyvatel se mezi lety 1939 a 1945 zmenšil z 617 na 494. I z Hrbovic byli vysídleni Němci, ale vzhledem velkému počtu hornických rodin, které byly z odsunu vzhledem k hospodářskému významu hornictví vyjímány, nebyl pokles obyvatel tak velký jako jinde. Obyvatelé vsi po druhé světové válce nadále pracovali především v dolech Milada II, Prokop Holý a u Schichta v Ústí nad Labem. Dalšími zaměstnavateli byla továrna na barvy a laky Dürschmidt nebo přádelna Wolfrum. V roce 1930 byl u Hrbovic mimo provoz důl Felix Waldemar.
Vesnice zanikla kvůli rozšiřování hnědouhelného Lomu Chabařovice. Vysídlena byla koncem osmdesátých let dvacátého století, přičemž tři sta obyvatel bylo přestěhováno zejména na ústecká sídliště Dobětice a Stříbrníky. Poslední rodiny odešly v roce 1989 a následujího roku byla zbořena zástavba vsi. K rozšíření lomu do míst vesnice však nedošlo.

### 21. století
Zástavbu na území Hrbovic tvoří především průmyslové objekty. V Hrbovicích jsou evidována 4 čísla popisná (Hrbovická 2, Hrbovická 102, Hrbovická 105, čp. 106 nepřiřazeno k ulici) a 7 čísel evidenčních (če. 107, 108, 109, 110 a 111 jsou přiřazeny k ulici Stradovské, če. 113 a 114 nepřiřazeny k žádné ulici). Hypotetická Stradovská ulice v Hrbovicích je rovnoběžná se silnici II/253 a má v rámci města duplicitní název, pokud nejde zcela o omyl v evidenci, protože ke Stradovské ulici jsou přiřazena evidenční čísla v různých částech města. V RÚIAN je k Hrbovicím přiřazena též adresa Klidná čp. 102, ačkoliv Klidná ulice se nachází přímo v Chlumci.[zdroj⁠?!]
Na jižní hranici Hrbovic, kterou tvoří silnice II/253, se nacházejí tři páry autobusových zastávek: „Chabařovice, Hrbovice“, „Chabařovice, Chabařovická“ a „Chabařovice, Ravel“. Při severním okraji Hrbovic prochází dálnice D8, která má východně od Hrbovic exit 72. Kruhový objezd u této mimoúrovňové křižovatky leží ve výběžku katastrálního území Hrbovice, který zde dálnici přesahuje.

## Přírodní poměry
Katastrální území Hrbovice měří 73,07 hektarů a nachází se na okraji Mostecké pánve, konkrétně v podcelku Chomutovsko-teplická pánev a okrsku Chabařovická pánev. Protéká přes ně Ždírnický a Podhořský potok.

## Obyvatelstvo
Při sčítání lidu v roce 1921 ve vsi žilo 572 obyvatel (z toho 278 mužů), z nichž bylo 122 Čechoslováků, 447 Němců a tři cizinci. Většina (510 osob) se hlásila k římskokatolické církvi, ale 22 lidí patřilo k evangelickým církvím, čtyři k církvi československé, jeden k jiným nezjišťovaným církvím a 35 lidí bylo bez vyznání. Podle sčítání lidu z roku 1930 měla vesnice 617 obyvatel: 177 Čechoslováků, 435 Němců a pět cizinců. Většina lidí (523) byla římskými katolíky, šedesát jich bylo vez vyznání, evangelíků bylo 31 a tři lidé patřili k církvi československé.
|           | 1869 | 1880 | 1890 | 1900 | 1910 | 1921 | 1930 | 1950 | 1961 | 1970 | 1980 | 1991 | 2001 | 2011 |
| --------- | ---- | ---- | ---- | ---- | ---- | ---- | ---- | ---- | ---- | ---- | ---- | ---- | ---- | ---- |
| Obyvatelé | 186  | 280  | 282  | 292  | 410  | 572  | 617  | 418  | 390  | 373  | 356  | .    | .    | 97   |
| Domy      | 28   | 38   | 38   | 39   | 49   | 58   | 66   | 74   | 68   | 68   | 82   | .    | .    | 1    |

## Obecní správa
Roku 1850 se Hrbovice staly obcí v ústeckém okrese, v jejímž čele stál starosta a volené patnáctičlenné zastupitelstvo. Od roku 1945 obec spravoval místní národní výbor. Ve volbách roku 1946 v Hrbovicích získala 66,4 % hlasů Komunistická strana Československa, 17,2 % hlasů Československá sociální demokracie, 15,2 % Česká strana národně sociální a 1,01 % Československá strana lidová.
Od 1. července 1980 do 31. prosince 1985 byly Hrbovice částí obce Chabařovice, od 1. ledna 1986 do 23. listopadu 1990 patřily k Ústí nad Labem a v době od 24. listopadu 1990 do 31. prosince 1998 k Chlumci. V následujícím období nadále patřily k Chlumci, ale od 1. ledna 1990 ztratily status části obce, který byl obnoven 19. září 2012.

## Pamětihodnosti
Ve vesnici se nacházelo okrouhlé tvrziště obehnané vodním příkopem, které bylo pozůstatkem tvrze založené roku 1419 nebo 1504 a opuštěné v roce 1628.